# Восточная библиотека
Восточная библиотека стала первой в Китае библиотекой, сделавшей частную книжную коллекцию достоянием общественности. Основана в 1925 году на территории Шанхая, главное здание располагалось на улице Баошань в Чжабэе; разрушена в 1932 году во время Первого Шанхайского сражения.

## История
С 1904 года в издательстве «Шанъу иньшугуань» работала библиотека Отдела компиляции и перевода. В 1909 году эта библиотека была расширена: для неё построили пятиэтажное здание под названием «Ханьфэнь». Помимо помещений для персонала издательства, здание было построено с целью воплощения высоких идеалов чиновников поздней династии Цин и ранней Китайской Республики, которые хотели «сохранить национальное культурное наследие» и активно собирать книги.
Одним из основателей библиотеки был коллекционер Чжан Юаньцзи (1867—1959), занимавшийся приобретением древних книг. Помимо китайских изданий, он собирал большое количество новых книг, написанных известными японскими, европейскими и американскими авторами. Он даже повесил на дверь своего дома табличку с надписью: «Покупаю подержанные книги».
В 1925 году здание «Ханьфэнь» было переименовано в «Восточную библиотеку», а комната редких книг в нем по-прежнему носила название «Ханьфэнь». В то время «Шанъу иньшугуань» было новаторским частным предприятием, и часть прибыли отдавалась на поддержку публичных библиотек, у которых практически не было возможностей получения прибыли.
В 1926 году Восточная библиотека начала открываться для публики каждый день в послеобеденное время. Официальное открытие состоялось в 1931 году. К тому времени обширная коллекция книг уже получила признание академического сообщества. В коллекции «Ханьфэнь» насчитывалось 3745 видов редких древних книг, всего 35 083 томов, что составляло 84 % от общего числа коллекций в стране. Книжный фонд библиотеки достигал 463 083 тома, что даже превышало фонд Национальной Бэйпинской библиотеки.
В 1932 году японские захватчики атаковали Шанхай, спровоцировав инцидент 28 января. Типография издательства «Шанъу иньшугуань», Отдел компиляции и перевода, начальная школа Шангун и другие учреждения, имеющие культурное значение, были уничтожены в результате бомбардировок с японских самолётов. За исключением более 5000 редких книг эпох Сун и Юань, перемещенных в банковский сейф, остальная часть собрания Восточной библиотеки полностью сгорела. Восточная библиотека, известная как «первая в Азии», исчезла в одночасье.